# Bánffy Ferenc (publicista)
Losonczi báró Bánffy Ferenc (Apanagyfalu, 1869. október 10. – Budapest, 1938. szeptember 10.) magyar publicista, irodalompártoló.

## Életútja
A család bárói ágából származott, Bánffy Dezső (1843–1911) és báró Kemény Mária (1844–1884) fia. Katonai akadémiát végzett, kolozsborsai birtokán gazdálkodott. Publicista, II. Katalin cárnő és Gorcsakov kisebbségi politikája c. vitacikkét a Magyar Kisebbség 1924/15-16-os száma közölte. Felajánlott 25 000 lejes pályadíja alapján a lap szerkesztősége 1925-ben pályázatot írt ki az erdélyi magyarság történetének megírására, különös tekintettel a művelődés történetére, s az első díjat a Karácsonyi János, Kelemen Lajos és Krenner Miklós személyéből álló bíráló bizottság Király Pál erzsébetvárosi tanárnak ítélte.
Fennmaradt levelek tanúsága szerint a liberális gondolkodású arisztokrata Kós Károly és Kuncz Aladár irodalmi törekvéseit is támogatta, majd lehetővé tette az Erdélyi Fiatalok falu-füzeteinek megjelenését, s elősegítette a fiatal falukutatók szociográfiai munkáját, köztük a Mikó Imréét, aki az ő anyagi támogatásával írta meg Az erdélyi falu és a nemzetiségi kérdés c. - a baloldal elismerését is kiváltó – munkáját (Kolozsvár, 1932).
Első felesége széplaki Petrichevich-Horváth Ida, második felesége báró széplaki Petrichevich-Horváth Hortenzia volt.